# 須達拏太子

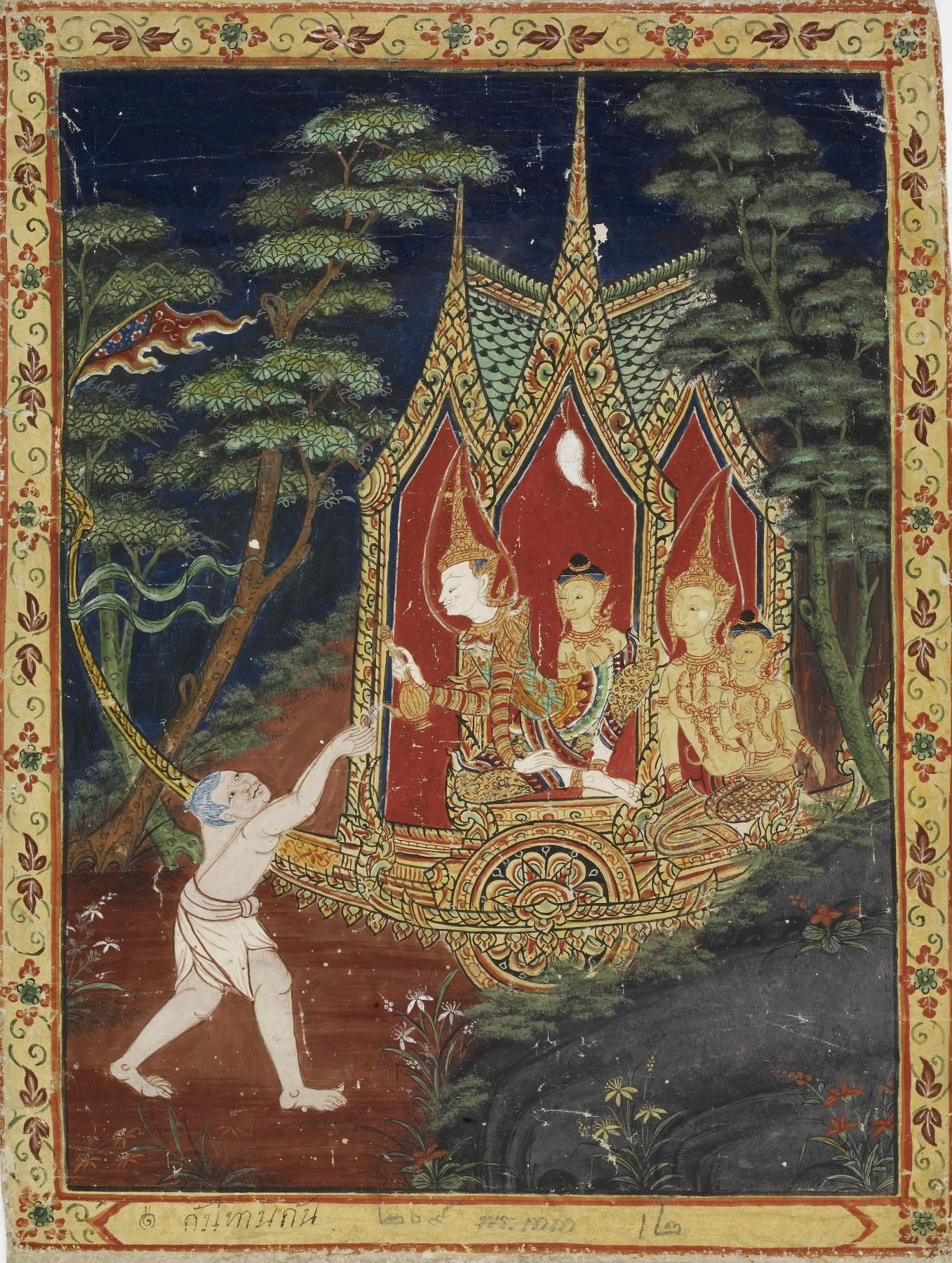
须达拿太子本生的其中一幅

須達拏太子（Sudāna、Sudinna，須達拿），佛教本生故事人物，為佛陀的前生，因樂善好施而得名，又作須大拏、須提犁拏、須帝隸拏、須地那、蘇達拏、蘇達那、蘇陀沙拏，意為好施、好愛、好與、善愛、善與、善施，或作善牙、妙牙（梵語：Sudanta、Sudaṃṣṭra；藏語：mche ba bzang）。
須達拿在其他版本的故事中，又稱為毘濕飯怛囉、毘濕婆安呾羅、尾施縛多羅（梵語：Viśvantara；藏語：thams cad sgrol），Viśva是一切、antara是在其中、相異於，Viśvantara被解釋作多能、眾異，《菩薩本緣集》名為一切持，《根本說一切有部毘奈耶破僧事》名為自在間。《根本說一切有部毘奈耶藥事》說因為他是國王尾施婆蜜多（Viśvāmitra，自在友）的王子，所以名為尾施縛多羅（Viśvantara，自在間）。
南傳上座部的《本生》名為毘輸安呾囉、毘輸安怛囉、毘荀陀（巴利語：Vessantara），解釋為由於王子是在吠舍的街上出生，所以命名為「在吠舍（巴利語：Vessa）之中（巴利語：antara）」。

## 版本
- 《六度集經·須大拏經》，康僧會譯。
- 《太子須大拏經》，安錄、祐錄載失譯，法經錄載晉世沙門法堅（又名聖堅）譯。
- 《菩薩本緣集·一切持王子品》，法經錄載支謙譯。不過，已有學者從語言學角度分析，指出不可能是支謙譯[12]。
- 《根本說一切有部毘奈耶藥事》卷第十四，義淨譯。
- 《根本說一切有部毘奈耶破僧事》卷第十六，義淨譯。
- 《漢譯南傳大藏經·毘輸安呾囉王子本生史譚》，吳老擇譯。